# ヒロイン誕生!
ヒロイン誕生!（ヒロインたんじょう）は、2005年7月5日から2006年3月28日まで毎週火曜日深夜の25:00 - 25:30（JST）に放送されていたテレビ大阪のテレビ番組である。スポンサーは平川商事の一社である。

## 概要
ほしのあき・松本さゆき・海川ひとみの3人のアイドルがそれぞれヒロインとなり、ドラマ・特撮・ドキュメンタリー・バラエティを繰り広げる。
番組は3本立てとなっており、ほしのはドラマとバラエティ、松本は特撮ヒロイン、海川はフットサルチームのドキュメントタリーを主に担当した。
尚、番組中で3人が主に着用しているのは当番組のスポンサーである平川商事の経営するパチンコチェーン『ARROW』の女性店員の制服であり、ほしのはその後もイメージキャラクターとして同社のCM（関西地区のみの放映）やポスターに出演していた。

## 出演者
- ほしのあき
- 松本さゆき
- 海川ひとみ
- 及川奈央
- インスタントジョンソン
- ゆうたろう
- 神奈月
- 梅垣義明
- 井手らっきょ
- 浅見千代子
- 山川恵里佳（番組内のドキュメンタリーのフットサルチーム「ハイパーアローズ」監督）
- 桑原隆（上記チームの顧問）
- 重塚利弘 - ナレーション

## 主なコーナー
- 超クール＆ビューティー宇宙人☆あき（#1 - #12）
- セクシー人事部長あき（#14 - #39）
- 超セクシー＆キュートな戦士さゆきちゃん（#1 - #12）
- 超セクシー＆キュートな戦士さゆきちゃんダイナマイト（#14 - #26）
- ヒロすぽ！（#1 - #30）
- 探偵コードNO.70（ナオ）（#31 - #36）

## テーマ曲
- hitomi「Japanese girl」
- 倖田來未「Butterfly」
- ほしのあき「にゃぁあ!」
- arp「ウレシ泣キ」
- Neo「超セクシー＆キュートな戦士さゆきちゃんのテーマ」

## 放送時間
- テレビ大阪：毎週火曜日 25時00分 - 25時30分
- テレビ和歌山：毎週日曜日 25時10分 - 25時40分
- 奈良テレビ：毎週月曜日 25時15分 - 25時45分